# Bosque de Băneasa
Bosque de Băneasa (en rumano: Pădurea Băneasa) es una área boscosa en el norte de Bucarest, en Rumania. Cubre unas 80.000 hectáreas, se encuentra en las proximidades del barrio Băneasa y el aeropuerto del mismo nombre. En su extremo sur, alberga un jardín zoológico, conocido como Zoo Băneasa.
Después de la Revolución rumana de 1989 y el final de la era comunista de Rumania, una gran parte del área fue transformada de nuevo de propiedad del Estado a los particulares, que habían obtenido el reconocimiento judicial de los títulos de su familia. Según una estimación de 2007 en el periódico nacional Jurnalul, unas 10.000 hectáreas habían sido reasignadas a través de este proceso.